# Roswitha Toso
Roswitha Toso (* 1963) ist eine deutsche Politikerin (Freie Wähler) und Rechtsanwältin. Sie ist seit Oktober 2023 Abgeordnete im Bayerischen Landtag.

## Werdegang
Roswitha Toso ist in einer Handwerkerfamilie mit zwei Schwestern und vier Brüdern aufgewachsen. Nach dem Realschulabschluss absolvierte sie eine Ausbildung zur Bürokauffrau; außerdem ist sie ausgebildete Verwaltungsangestellte. Das Abitur legte sie nach Besuch des Abendgymnasiums in Vilshofen ab. Sie war zehn Jahre Tourismusleiterin in der Verwaltungsgemeinschaft Tittling. Das Studium der Rechtswissenschaften an der Universität Passau schloss sie mit dem ersten und zweiten Staatsexamen ab. Sie ließ sich dann als Rechtsanwältin mit eigener Kanzlei in Tittling nieder.
Sie ist seit 1981 verheiratet und hat drei Kinder sowie vier Enkel.

## Politik
Toso ist seit der Gründung 2013 Mitglied und Vorsitzende der Freien Wähler Tittling. Bei der Kommunalwahl im März 2014 wurde sie in den Marktgemeinderat ihres Heimatortes und in den Kreistag des Landkreises Passau gewählt. 2020 wurde sie in beide Gremien wieder gewählt und ist seither außerdem stellvertretende Landrätin.
Bei der Bundestagswahl 2021 war sie Direktbewerberin der Freien Wähler im Wahlkreis Passau; ihre Partei verfehlte den Einzug in den Bundestag.

## Bayerischer Landtag
Bei der Landtagswahl in Bayern am 8. Oktober 2023 erreichte Roswitha Toso als Direktkandidatin im Stimmkreis Passau-Ost 19,6 % der Stimmen (Platz drei unter elf Erststimmen-Bewerbern). Mit den viertmeisten Stimmen ihrer Partei im Wahlkreis Niederbayern wurde sie in den Landtag gewählt.
Sie ist Mitglied im Ausschuss für Arbeit und Soziales, Jugend und Familie, sowie im Ausschuss für Wissenschaft und Kunst des Bayerischen Landtags. Innerhalb der Landtagsfraktion der Freien Wähler übernimmt Toso die Funktion der Sprecherin für Inklusion, Frauen und Gleichstellung, des Weiteren ist sie Denkmalschutzpolitische Sprecherin.
Im Rahmen ihres Landtagsmandats wurde Roswitha Toso in den Landesdenkmalrat, den Landesfrauenrat, den Hochschulbeirat der Hochschule für Politik München sowie den Stiftungsrat der Bayerischen Forschungsstiftung bestellt.
Ihr Stimmkreisbüro betreibt Roswitha Toso in ihrer Heimat Tittling.